# 劉載興
劉 載興（ユ・ジェフン、유재흥）は、大韓民国の軍人、外交官、国防部長官。朝鮮戦争開戦時の第7師団長。朝鮮戦争中、彼の指揮する部隊はたびたび北朝鮮軍、中共軍の主攻を受けた。日本生まれのため朝鮮語をうまく話せなかった。創氏改名による日本名は江本興。本貫は江陵劉氏。号は菊軒(국헌)、自軒(자헌)。

## 人物
1921年8月3日、名古屋市に生まれる。父は劉升烈、母は両班の娘であったが、母が日本人だと噂されたことがあった。本籍は忠清南道公州邑。5歳の時、父が羅南に赴任すると慶源郡に引っ越した。慶源小学校3年生の時に羅南小学校に転校した。1932年、父が歩兵第79連隊に転属すると京城三坂尋常小学校に転校。同年、ソウル龍山中学校に入学するが、3年生の時に父が歩兵第77連隊に転属したため新義州中学校に転校した。
1937年、4年生2学期の時に歩兵第77連隊で陸軍予科士官学校に受験合格し、翌年12月に入学した。1939年11月、予科士官学校卒業。近衛歩兵第3連隊で4か月間の隊付勤務を経て1940年4月に陸軍士官学校に入校。1941年7月、第55期歩兵科卒業。見習士官として近衛歩兵第3連隊留守隊歩兵砲中隊に配属されてから数日後、陸軍歩兵学校に入校した。3か月課程の歩兵砲教育を受けた後、近衛歩兵第3連隊に復帰して少尉に任官した。
1943年、李光洙、崔南善等と共に明治大学で朝鮮人学兵志願を促す演説をした。同年3月1日、陸軍中尉。1944年12月1日、陸軍大尉。1945年3月に歩兵砲中隊長として務めている途中、第206師団が編成され同師団迫撃砲連隊第2大隊長となった。砲兵学校で1か月間重迫撃砲の教育を受ける。同年5月、陸軍大学校の入学試験を受けるが、日本が降伏したことにより取り消しとなる。終戦時は迫撃砲第35大隊長。
1946年1月、軍事英語学校卒業、任大尉（軍番10003番）。同年8月から12月まで軍需局長。
1948年6月18日、第1旅団参謀長。10月11日、第4旅団長。
1949年1月、陸軍士官学校副校長。同年3月、済州地区戦闘司令官。西北青年会等の過激団体を取り締まり、住民の安全を軍が責任を持ち、それを各部隊や警察に徹底させ、ゲリラと住民を分離させた。
1949年5月12日、第6師団長。この時に師団の担当正面を陣地構築しており、朝鮮戦争開戦時に第6師団が善戦した一因となった。
1950年1月5日、第2師団長、任准将。
1950年6月10日、第7師団長。議政府方面の防衛を担当する。

### 朝鮮戦争
1950年6月25日、朝鮮戦争勃発、議政府方面には北朝鮮第1軍団（軍団長金雄中将）主力の第3師団（師団長李永鎬少将）、第4師団（師団長李権武少将）、第105戦車旅団（旅団長柳京洙少将）が侵攻した（国境会戦）。東豆川で善戦したが北朝鮮の圧倒的な戦力と陸軍本部の稚拙な指揮によって26日に議政府が陥落した。
1950年6月27日夜、議政府地区戦闘司令官として第2師団、第7師団を指揮し彌阿里の線を防御した。しかし28日夜に突破されソウルは陥落した（第1次ソウルの戦い）。ソウル陥落後は混成第7師団長として漢江の防御を指揮。
1950年7月3日、第1軍団副軍団長。
1950年7月12日、第2軍団長。第6師団（師団長金鐘五大佐）、第8師団（師団長李成佳大佐）を指揮し、北朝鮮軍を遅滞させた。
1950年7月25日、韓国軍第2次編成により第2軍団隷下の部隊は第1師団（師団長白善燁准将）、第6師団となる。
1950年8月、第1師団、第6師団を指揮して北朝鮮軍数個師団を阻止し、大邱を防御した。
1950年9月、永川の戦いで北朝鮮第15師団を撃退、この功績で少将に昇進、ウォーカー中将からレジオン・オブ・メリットを授与された。
仁川上陸作戦後の反攻作戦に参加。第6師団、第7師団（師団長申尚澈准将）、第8師団を指揮し、北進した。
1950年10月に中共軍の第1次攻勢が開始され、第2軍団は第40軍と第38軍の攻勢により敗走した（温井の戦い ）。同年11月、第2軍団はクリスマス攻勢に参加したが、中共軍の第2次攻勢と鉢合わせする形となり、第38軍と第42軍の攻勢を受けて敗走した（清川江の戦い ）。この攻勢で第2軍団は大損害を被ったため、計画通りに後退できず戦線中央部は穴が開いた状態となった。この空白部分に中共軍が入り込み、国連軍の平壌防衛が不可能となった。そして1950年末に開始された第3次攻勢（正月攻勢）で第2軍団は解体された。
1951年1月、参謀次長兼第3軍団長。5月、陸軍本部前方指揮所長を兼任。
1951年5月、中朝軍は西部に第19兵団、東海岸沿いに北朝鮮第3軍団をもって牽制させ、中東部戦線に中共軍の第3兵団と第9兵団、北朝鮮軍3個軍団の総計30個師団を動員した5月攻勢を開始し、主攻をアメリカ第10軍団右翼と第3軍団正面に向けた。17日深夜、中共軍が横城～縣里道上の五馬峠を占領し、軍団の退路を遮断した。退路を占領したという報告に軍団長である劉は飛行機で後方に逃亡。部下も雪崩を打つように敵前逃亡を行い軍団そのものが崩壊した（縣里の戦い ）。敗走時に多くの車両、野砲、迫撃砲等が敵の手に渡り、兵力の6割以上を失った。
戦闘終息後、ヴァンフリート司令官は第3軍団を解体し、韓国陸軍本部の作戦統制権を取り上げ、アメリカ第8軍の直接統制を受ける措置をした。
1952年1月、軍事休戦会談韓国軍代表。同年7月、第2軍団長。
1953年2月、参謀次長。同年7月、アメリカ陸軍指揮幕僚大学に留学。

### 休戦後
1954年7月、教育総長。
1956年9月、参謀次長。
1957年5月、合同参謀議長。
1959年2月、第1軍司令官。

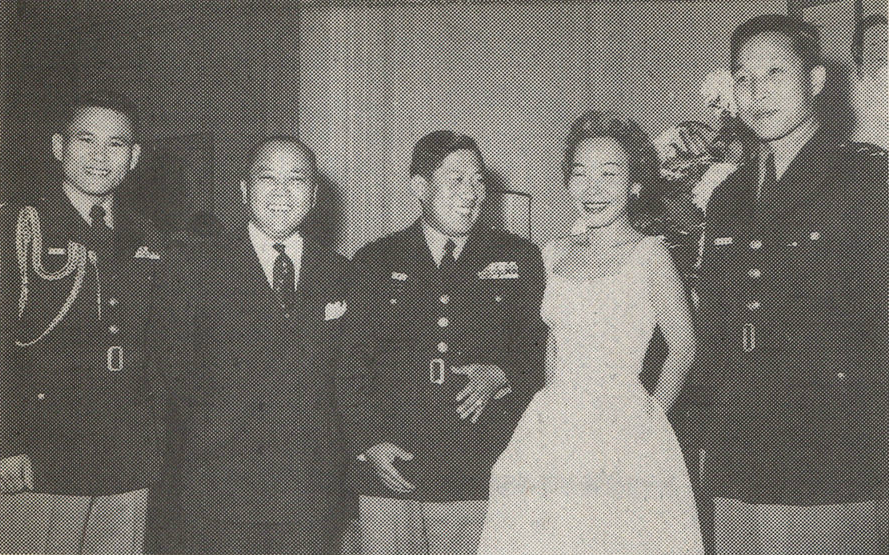
左から、李厚洛、梁裕燦、劉載興、梁裕燦の妻、金炯一。1955年撮影。

1960年7月、予備役編入。8月、駐タイ大使。
1963年8月、駐スウェーデン大使。
1967年9月、駐イタリア大使。
1970年9月、大統領特別補佐官。
1971年8月、国防部長官。
1974年、大韓石油公社総裁。
1991年12月、星友会会長（第2代）。
1997年、韓国参戦団体総連合会会長。
2011年11月26日、死去。29日に大田国立顕忠院で告別式を行った後、将軍墓域に安置された。

## 叙勲
- レジオン・オブ・メリット - 1951年2月7日[7]
- 銀星太極武功勲章 - 1951年10月31日[8]
- レジオン・オブ・メリット - 1953年9月23日[7]
- 修交勲章

## 参考
- 田中恒夫『図説朝鮮戦争』河出書房新社、2011年。
- 佐々木春隆『朝鮮戦争/韓国篇 上巻』原書房、1976年。
- “어느 ‘일본군 출신 장교’를 위한 한국군 합참장” (朝鮮語). (2011年11月28日) 2014年2月19日閲覧。
- 「ある‘日本軍出身将校’のための大韓民国合同参謀葬」『』2011年11月29日。2014年2月19日閲覧。
- “日本軍将校出身劉載興、父劉升烈に続いて国立大田顕忠院将軍墓域に埋葬” (朝鮮語).   歴史正義実践市民歴史館. 2016年1月10日閲覧。